# Carmen Patate Nuevo
Carmen Patate Nuevo är en ort i Mexiko.   Den ligger i kommunen Ocosingo och delstaten Chiapas, i den sydöstra delen av landet, 800 km öster om huvudstaden Mexico City. Carmen Patate Nuevo ligger 880 meter över havet och antalet invånare är 196.
Terrängen runt Carmen Patate Nuevo är huvudsakligen kuperad, men åt nordväst är den platt. Runt Carmen Patate Nuevo är det ganska glesbefolkat, med 38 invånare per kvadratkilometer. Närmaste större samhälle är San Miguel, 4,1 km öster om Carmen Patate Nuevo. I omgivningarna runt Carmen Patate Nuevo växer i huvudsak städsegrön lövskog.